# Lophodermium pinastri
Lophodermium pinastri là một loài Ascomycetes trong họ Rhytismataceae. Loài này được Schrad. Chevall miêu tả khoa học đầu tiên năm 1826.
Đây là loài gây hại của cây Pinus sylvestris, phát triển phổ biến ở Thổ Nhĩ Kỳ.